# Textrix chyzeri
Textrix chyzeri är en spindelart som beskrevs av de Blauwe 1980. Textrix chyzeri ingår i släktet Textrix och familjen trattspindlar. Inga underarter finns listade i Catalogue of Life.